# Hésat
Dans la mythologie égyptienne, Hésat dont le nom signifie peut être « La sauvage » est une vache sacrée céleste, mère d'Anubis. Déesse vache, nourrice du soleil, elle est censée donner naissance au roi sous la forme d'un veau d'or.
Elle figure dans les textes des pyramides comme une vache sauvage mère de Rê (nourrice du soleil).
Elle est considérée comme la mère de la nébride, la peau de bête que les Égyptiens utilisaient pour conserver le lait ou comme baratte pour faire du beurre.
Plus tard, elle devient déesse de l'abondance et de la nourriture.
Souvent associée à Sekhathor, déesse vache aux fonctions essentiellement nourricières qui apaise la soif de l'humanité avec un liquide divin décrit comme « la bière d'Hésat ». Son lait a la réputation de pouvoir guérir les blessures (selon les légendes).
Elle est assimilée à une autre divinité du nom de Méhouret, également figurée sous forme de vache, dont le ventre est parsemé d'étoiles et parcouru par les barques des divinités.
Elle est également en rapport avec le passage de la vie à la mort. C'est aussi le nom d'une partie de la campagne de félicité.
On ne sait pas réellement si Hésat et Iat, divinités que citent les textes des pyramides et la théogamie de la reine Hatchepsout dans le temple de Deir el-Bahari, sont une seule et même divinité ou si elles sont deux déesses différentes. Iat est appelée également « Maîtresse du lait » et « Maîtresse des vents », ce qui tendrait à prouver qu'elle est bien un aspect de Hésat.
Dans les 12e et 13e nomes de Haute-Égypte ainsi que dans la ville de Aphroditopolis, elle forme une triade avec le Mnévis d'Héliopolis et l'Anubis de Tourah.
Dans la théologie d'Héliopolis, elle est l'épouse d'Apis, ou sa mère selon d'autres textes.
Elle est aussi considérée comme une forme d'Isis et d'Hathor et fut supplantée par le culte de cette dernière.